# 12e cérémonie des Iowa Film Critics Association Awards
La 12e cérémonie des Iowa Film Critics Association Awards (IFCA Awards), décernés par l'Iowa Film Critics Association, a eu lieu le 10 janvier 2014, et a récompensé les films réalisés l'année précédente.

## Palmarès

### Meilleur film
- Twelve Years a Slave
  - Nebraska
  - American Bluff (American Hustle)

### Meilleur réalisateur
- Steve McQueen pour Twelve Years a Slave
  - David O. Russell pour American Bluff (American Hustle)
  - Alfonso Cuarón pour Gravity

### Meilleur acteur
- Chiwetel Ejiofor pour le rôle de Solomon Northup dans Twelve Years a Slave
  - Oscar Isaac pour le rôle de Llewyn Davis dans Inside Llewyn Davis
  - Bruce Dern pour le rôle de Woody Grant dans Nebraska

### Meilleure actrice
- Cate Blanchett pour le rôle de Jasmine dans Blue Jasmine
  - Sandra Bullock pour le rôle du Dr Ryan Stone dans Gravity
  - Amy Adams pour le rôle de Sydney Prosser dans American Bluff (American Hustle)

### Meilleur acteur dans un second rôle
- Michael Fassbender pour le rôle d'Edwin Epps dans Twelve Years a Slave
  - Barkhad Abdi pour le rôle d'Abduwali Muse dans Capitaine Phillips (Captain Phillips)
  - Jared Leto pour le rôle de Rayon dans Dallas Buyers Club

### Meilleure actrice dans un second rôle
- Lupita Nyong'o pour le rôle de Patsey l'esclave dans Twelve Years a Slave
  - Jennifer Lawrence pour le rôle de Rosalyn Rosenfeld dans American Bluff (American Hustle)
  - June Squibb pour le rôle de Kate Grant dans Nebraska

### Meilleur film d'animation
- La Reine des neiges (Frozen)
  - Le vent se lève (風立ちぬ, Kaze tachinu)
  - Moi, moche et méchant 2 (Despicable Me 2)

### Meilleur documentaire
- 20 Feet from Stardom
  - Stories We Tell
  - Blackfish